# 7257 Yoshiya
A 7257 Yoshiya (ideiglenes jelöléssel 1994 AH1) a Naprendszer kisbolygóövében található aszteroida. Kobajasi Takao fedezte fel 1994. január 7-én.